# Deerfield (Massachusetts)
Deerfield ist eine Kleinstadt im Franklin County des Bundesstaats Massachusetts in den Vereinigten Staaten. Das U.S. Census Bureau hat bei der Volkszählung 2020 eine Einwohnerzahl von 5090 ermittelt.
Der historische Teil von Deerfield ist als Old Deerfield Historic District als National Historic Landmark gelistet.

## Geschichte
Zur Zeit der Ankunft der englischen Kolonisten war das Gebiet von Deerfield von den Algonkin-sprechenden Pocumtuc bewohnt, die ein großes Dorf mit dem gleichen Namen besiedelte. Englische Kolonisten kamen 1673 an und Deerfield wurde 1677 zu einer Gemeinde. In den frühen Morgenstunden des 29. Februar 1704, während des Queen Anne’s War, griffen gemeinsame französische und indianische Truppen unter dem Kommando des Kapitänleutnants Jean-Baptiste Hertel de Rouville die Stadt an, was als der Raid on Deerfield bekannt wurde. Sie zerstörten einen Großteil der Siedlung und töteten 56 Kolonisten, darunter viele Frauen und Kinder.

## Demografie
Laut einer Schätzung von 2019 leben in Deerfield 5125 Menschen. Die Bevölkerung teilt sich im selben Jahr auf in 93,3 % Weiße, 0,7 % Afroamerikaner, 1,9 % Asiaten und 1,5 % mit zwei oder mehr Ethnizitäten. Hispanics oder Latinos aller Ethnien machten 2,6 % der Bevölkerung aus. Das mittlere Haushaltseinkommen lag bei 73.262 US-Dollar und die Armutsquote bei 4,0 %.

## Persönlichkeiten
- Heman Allen (1777–1844), Politiker, Vertreter von Vermont im US-Repräsentantenhaus
- Richard Hildreth (1807–1865), Jurist und Schriftsteller
- George Fuller (1822–1884), Maler
- William W. Rice (1826–1896), Politiker, Vertreter von Massachusetts im US-Repräsentantenhaus
- Henry Brown Fuller (1867–1934), Maler
- Robert A. Cooley (1873–1968), Entomologe, Arachnologe und Parasitologe
- Mark Chmura (* 1969), American-Football-Spieler